# Hella Guth
Hella Guth (* 16. Februar 1908 in Kirchenbirk; † 16. Oktober 1992 in Paris) war eine aus Westböhmen stammende tschechoslowakische Malerin und Grafikerin. Als Emigrantin lebte sie in London und Paris.

## Leben und Werk
Hella (Helena) Guth wurde als zweites von drei Kindern tschechisch-jüdischer Eltern geboren. Nachdem sie bereits während ihrer Mittelschulzeit eine künstlerische Ausbildung bei Gertrude Sandmann erhalten hatte, besuchte sie 1926–1929 die Kunstgewerbeschule des österreichischen Museums für Kunst und Industrie in Wien (Fachklasse Malerei bei Wilhelm Müller-Hofmann). Zur selben Zeit entwirft Guth Holzschnitte für den Novellenband Aufstand des Herzens von Franz Josef Engel (Verlag Die Sichel, B. 1928), die auch als Postkarten erscheinen.
1929 kehrte sie in die Tschechoslowakei zurück und war als Werbe- und Schaufenstergestalterin in Liberec tätig. Von 1930 bis 1932 studierte sie an der Kunstakademie Prag Werbegrafik und Illustration bei Willi Nowak. Ihren Lebensunterhalt verdiente sie mit Gebrauchsgraphiken für Zeitungen. 1932 entstand unter dem Eindruck der Wiener Uraufführung von Brechts „Dreigroschenoper“ ein Grafikzyklus zu diesem Werk. 1933 reiste sie mit einer Theatergruppe nach Moskau und arbeitete in der von Hedda Zinner mitgegründeten antifaschistischen Theatergruppe „STUDIO 34“ und an der antifaschistischen Wochenzeitung Simplicus mit. Nach der Machtergreifung der Nationalsozialisten in Deutschland setzte sie sich für nach Prag emigrierte deutsche Künstler ein und verfertigte Solidaritätspostkarten zum Reichstagsbrandprozess. Dem aus Hamburg geflohenen Redakteur Willi Bredel stellte sie ihr Atelier als Quartier zur Verfügung, wo er seine KZ-Eindrücke niederschrieb ("Die Prüfung"). Auch arbeitete sie in Prag mit dem emigrierten Künstler John Heartfield und dem späteren Autor Stefan Heym zusammen. Grafiken aus der Prager Zeit, die das Prager Kaffeehausmilieu abbilden, befinden sich in der Kunsthalle zu Kiel. 
1939 emigrierte sie über Polen nach England; fast ihr gesamtes künstlerisches Werk musste in Prag zurückbleiben und gilt als verschollen. In London heiratete sie den Schriftsteller und Übersetzer Zvi Eisner. Nach einem Aufenthalt in einer Landkommune in Wiveliscombe kehrte Hella Guth 1941 nach London zurück und lernte die Fotografin Lucia Moholy kennen. Ab 1942 erhielt sie finanzielle Unterstützung durch den Czechoslovak Refugee Trust Fond. Guth besuchte Keramikkurse an der Camberwell School of Arts and Crafts und an der St. Martin’s School of Arts. 1944 erfährt sie, dass ihre Mutter und Schwester im Vernichtungslager Auschwitz ermordet wurden. Sie lässt sich scheiden und heiratet im Jahr 1945 den Kunsthistoriker Frank Popper.
Ab 1948 erfolgten gemeinsame Reisen durch Europa mit Aufenthalten in Rom und Paris. 1951 siedelte das Paar vorübergehend nach Paris, um ab 1955 endgültig dort zu leben. Hella Guth arbeitete in ihrem Atelier am Boulevard de Clichy, in dem sie bis zu ihrem Tod lebte. Es folgte eine künstlerische Zusammenarbeit mit der Malerin und Grafikerin Sonia Delaunay-Terk. Nachdem Guth 1958 die Silbermedaille im Prix Suisse de Peinture Abstraite erhalten hatte, wurde ihr Werk von bedeutenden Museen und Galerien gekauft. Im selben Jahr trennte sie sich von Popper.
In Paris kam sie von der figurativen zur gegenstandslosen Malerei. Nach einer erfolgreichen Phase mit zahlreichen Ausstellungen geriet das Werk Hella Guths ab Mitte der 1960er Jahre aus dem Fokus der Aufmerksamkeit und wurde erst in den 1990er Jahren wiederentdeckt.

## Ausstellungen
Einzelausstellungen:
- 1942 (1943?) „Czech Institute“ London und Edinburgh
- 1945 Isobar Club, London
- 1952 Galerie Vivet, Paris
- 1953 Galerie Arnaud, Paris
- 1955 Galerie Colette Allendy, Paris
- 1956 Galerie Apollinaire, Paris
- 1958 Galerie Kasper, Lausanne
- 1961 Galerie Brebaum, Düsseldorf
- 1962 Galerie de l'Université, Paris
- 1983 Jacques Barbier, Saint Ouen
- 1986 Jacques Barbier, Paris
- 1989 Galerie Sfeir-Semler, Kiel
- 1990 Institut für Schule und Weiterbildung, Soest
- 1991 Galerie David, Lyone
- 2008 Jüdisches Museum Prag (Židovské muzeum v Praze: Hella-Guth-Ausstellung)